# Milena Savova
Milena Savova (in bulgaro Милена Савова?; Sofia, 18 novembre 1971) è un'ex cestista e allenatrice di pallacanestro bulgara.

## Carriera
Con la Bulgaria ha disputato i Campionati europei del 1993.